# مثل اللون للمكفوفين (كتاب)
مثل اللون للمكفوفين (1996) هو الكتاب الثالث في سلسلة من الأعمال الأربعة لسيرة المؤلفة الأكثر مبيعًا دونا ويليامز.  تُرجم ونُشر بعدة لغات في جميع أنحاء العالم. 
يتناول الكتاب علاقة دونا و"الزواج العرضي" بـ "إيان" ، وهو رجل مصاب بالتوحد حيث تطرد مجموعة واسعة من السلوكيات والاستجابات والأفعال والعبارات المخزنة لديها لاكتشاف ما تبقى من "ذاتها". يطوّر الزوجان أيضًا نظامًا يسمى "التحقق" يستخدمانه للاستفادة من الرغبات والإعجابات الحقيقية باعتبارها الوسيلة الوحيدة للتمييّز بينها وبين الاستجابات المخزنة أو المكتسبة. 
يربط الكتاب تشخيص دونا بمتلازمة الحساسية الظلامية وتجربتها مع العدسات الملونة في اضطرابات الإدراك البصري لديها بما في ذلك التشظي البصري، وعمى السياق، وعمى الوجه، وفقدان إدراك العمق.    أدى ذلك إلى يقظة اجتماعية واسعة لاضطرابات الإدراك البصري لدى الأشخاص المصابين بالتوحد.   
كتبت دونا أيضًا عن التواصل المُيسَّر، وتحدثت عن قصة "أليكس" واقتبست من رسائله الأولى، حيث كان يطوّر التواصل لأول مرة من خلال الكتابة المساعدة، مما مكنه من الانتقال من التأهيل الخاص إلى المستقبل كخريج جامعي.